# Kongresy pedagogiczne II RP
W okresie II Rzeczypospolitej miały miejsce 4 kongresy pedagogiczne:
- I Kongres Pedagogiczny Związku Nauczycielstwa Polskiego 8–10 lipca 1929 w Poznaniu. Kongres ten dotyczył problematyki wychowania państwowego.
- II Kongres Pedagogiczny Związku Nauczycielstwa Polskiego 4–8 lipca 1931 w Wilnie.
- III Kongres Pedagogiczny Związku Nauczycielstwa Polskiego 17–21 czerwca 1933 we Lwowie. Kongres zwołano po wejściu w życie tzw. ustawy jedrzejewiczowskiej popartej przez ZNP; dotyczył on możliwości realizacji wychowania państwowego.
- IV Kongres Pedagogiczny Związku Nauczycielstwa Polskiego 27–29 maja 1939 w Warszawie.